# Anthony Cutti
Anthony Emiliano Cutti Pírez, noto semplicemente come Anthony Cutti (Montevideo, 20 luglio 2000), è un calciatore uruguaiano, attaccante del Villa Teresa.

## Carriera
Cresciuto nel settore giovanile del Villa Española, debutta in prima squadra il 14 ottobre 2018 in occasione dell'incontro di Segunda División Profesional de Uruguay vinto 2-0 contro il Dep. Maldonado; nel gennaio 2019 viene acquistato dal Defensor Sporting che lo aggrega al proprio settore giovanile.
Ad aprile 2021 si trasferisce a titolo definitivo al Cerro Largo; debutta nella prima divisione uruguaiana il 22 maggio in occasione dell'incontro vinto 3-1 contro il Cerrito.

## Statistiche

### Presenze e reti nei club
Statistiche aggiornate al 25 ottobre 2021.
| Stagione        | Squadra         | Campionato      | Campionato | Campionato | Coppe nazionali | Coppe nazionali | Coppe nazionali | Coppe continentali | Coppe continentali | Coppe continentali | Altre coppe | Altre coppe | Altre coppe | Totale | Totale |
| Stagione        | Squadra         | Comp            | Pres       | Reti       | Comp            | Pres            | Reti            | Comp               | Pres               | Reti               | Comp        | Pres        | Reti        | Pres   | Reti   |
| --------------- | --------------- | --------------- | ---------- | ---------- | --------------- | --------------- | --------------- | ------------------ | ------------------ | ------------------ | ----------- | ----------- | ----------- | ------ | ------ |
| 2018            | Villa Española  | SD              | 3          | 0          |                 | -               | -               |                    | -                  | -                  |             | -           | -           | 3      | 0      |
| 2021            | Cerro Largo     | PD              | 5          | 0          |                 | -               | -               |                    | -                  | -                  |             | -           | -           | 5      | 0      |
| Totale carriera | Totale carriera | Totale carriera | 8          | 0          |                 | -               | -               |                    | -                  | -                  |             | -           | -           | 8      | 0      |